# Denis Romanenco
Denis Romanenco (n. 18 noiembrie 1974) este un fost fotbalist internațional moldovean.
Între anii 1996–2006 Denis Romanenco a jucat 26 de meciuri la echipa națională de fotbal a Moldovei.
El deține recordul la națională de 1154 minute fără gol încasat, performanță înregistrată între 1998-99.
Denis Romanenco a fost unul din cei 11 fotbaliști moldoveni provocați la o partidă de tenis și învinși de către Tony Hawkes, ulterior apărând în cartea acestuia Playing the Moldovans at Tennis.